# Revival (álbum de Selena Gomez)
Revival é o segundo álbum de estúdio da artista musical estadunidense Selena Gomez. O seu lançamento ocorreu em 9 de outubro de 2015, através das gravadoras Interscope e Polydor. É o seu primeiro trabalho lançado sob estas editoras, após o término do contrato com a Hollywood Records. O primeiro single do projeto, "Good for You", que conta com a participação do rapper A$AP Rocky, foi lançado em 22 de junho de 2015.

## Antecedentes
Em junho de 2014, foi divulgado pelo portal Mstarz que Gomez lançaria no final daquele ano um álbum de grandes êxitos, que iria tornar-se seu último trabalho com a Hollywood Records. Em setembro seguinte, o Hits Daily Double noticiou que a cantora havia assinado um novo contrato com John Janick, chefe da Interscope Records, após sete anos com sua antiga gravadora. Na época, ela já tinha vendido mais de 2,8 milhões de álbuns e 18,1 milhões de singles somente nos Estados Unidos, incluindo seus discos com a banda Selena Gomez & The Scene. O contrato foi confirmado pela intérprete apenas no dia 13 de dezembro daquele ano, através de seu Instagram. Seu último lançamento com a Hollywood foi For You, álbum de grandes êxitos distribuído em 24 do mês anterior.

## Crítica profissional
Revival foi bem recebido por críticos musicais, que elogiaram sua produção e os vocais da artista. O portal Metacritic, com base em nove resenhas recolhidas, concedeu ao disco uma nota 74, de uma escala que vai até 100, indicando "análises geralmente positivas".

## Lançamento e divulgação
Pouco após o lançamento de "Good for You", Gomez revelou através de seu Instagram que seu segundo disco seria intitulado Revival e seria distribuído  em 9 de outubro de 2015. Em 9 de setembro de 2015, ela revelou a lista de faixas do álbum em seu Twitter através de uma série de mensagens e GIFs no Twitter. Em 7 de outubro de 2015, a intérprete divulgou um trecho de cada música da edição padrão de Revival.
Em 2 de outubro de 2015, Gomez confirmou através de suas redes sociais o início da Revival Tour, que passou pelos Estados Unidos e pelo Canadá entre maio e julho de 2016 e visitou outros países ao longo do ano. As datas da turnê foram reveladas em 5 de outubro de 2015, através da página oficial da artista.

## Singles
"Good for You" foi lançada como o primeiro single do disco em 22 de junho de 2015. Estreou na nona posição da Billboard Hot 100, com 179 mil downloads digitais vendidos em sua semana de lançamento, tornando-se a terceira canção da artista a listar-se nas dez primeiras colocações da tabela e convertendo-se em sua primeira música a culminar na Digital Songs. A obra também tornou-se a primeira música de Gomez a atingir o topo da Pop Songs. Posteriormente, atingiu a quinta como melhor no primeiro periódico, tornando-se a canção mais bem sucedida de Gomez na tabela.
No início de agosto, foi confirmado pela Billboard que "Same Old Love" serviria como a segunda faixa de trabalho de Revival. Lançada em 9 de setembro de 2015, a obra registrou entrada na 43ª posição da Billboard Hot 100, e atingindo a quinta como melhor — igualando o pico da anterior. A obra também tornou-se a segunda de Gomez a atingir o topo da Pop Songs.
"Hands to Myself" foi anunciada como o terceiro foco promocional do álbum. O seu lançamento ocorreu em 26 de janeiro de 2016, dia no qual foi enviada para rádios mainstream estadunidenses. Seu vídeo musical foi lançado exclusivamente no serviço de streaming Apple Music em 21 de dezembro de 2015. Antes de sua distribuição oficial, atingiu as posições de número 21 na Billboard Hot 100 e 23 na Canadian Hot 100. Após seu lançamento como tal, obteve as colocações de número sete e cinco, respectivamente. Nos Estados Unidos, converteu-se no terceiro tema consecutivo de Gomez a culminar na Pop Songs e fez dela a sexta mulher a ter três músicas de um mesmo disco liderando a parada.
Em entrevista para a 97.5 Now FM, Gomez confirmou que "Kill Em with Kindness" serviria como o quarto single do produto. Foi enviada para rádios mainstream em 3 de maio de 2016.

## Alinhamento de faixas
A edição padrão de Revival contém 11 faixas.
| N.º            | Título                          | Compositor(es)                                                                                             | Produtor(es)                                                | Duração |  |
| 1.             | "Revival"                       | Selena Gomez, Tim James, Antonina Armato, Justin Tranter, Julia Michaels, Chauncey Hollis, Adam Schmalholz | Rock Mafia, Hit-Boy, Dubkiller[A]                           | 4:06    |  |
| 2.             | "Kill Em with Kindness"         | Gomez, James, Armato, Benjamin Levin, Dave Dwiggins                                                        | Rock Mafia, Benny Blanco, R3drum[A]                         | 3:37    |  |
| 3.             | "Hands to Myself"               | Tranter, Michaels, Robin Fredriksson, Mattias Larsson, Max Martin                                          | Martin[B], Mattman & Robin                                  | 3:20    |  |
| 4.             | "Same Old Love"                 | Ross Golan, Levin, Charlotte Aitchison, Mikkel S. Eriksen, Tor Erik Hermansen                              | Stargate, Blanco, Tim Blacksmith[C], Danny D.[C]            | 3:49    |  |
| 5.             | "Sober"                         | Chloe Angelides, Jacob Kasher, Michaels, Hermansen, Eriksen                                                | Stargate, Dreamlab[B]                                       | 3:14    |  |
| 6.             | "Good for You" (com A$AP Rocky) | Gomez, Tranter, Michaels, Nick Monson, Nolan Lambroza, Hector Delgado, Rakim Mayers                        | Lambroza, Monson, Dreamlab[B], ASAP Rocky[D], Delgado[B][D] | 3:41    |  |
| 7.             | "Camouflage"                    | Badrilla Bourelly, Chris Braide                                                                            | Braide, Dreamlab[B]                                         | 4:09    |  |
| 8.             | "Me & the Rhythm"               | Gomez, Tranter, Michaels, Fredriksson, Larsson                                                             | Mattman & Robin                                             | 3:33    |  |
| 9.             | "Survivors"                     | Gomez, Golan, Steve Mac                                                                                    | Mac, Dreamlab[B]                                            | 3:41    |  |
| 10.            | "Body Heat"                     | Gomez, Armato, James, Hollis, Tranter, Michaels                                                            | Rock Mafia                                                  | 3:27    |  |
| 11.            | "Rise"                          | Gomez, Armato, James, Hollis, Schmalholtz                                                                  | Rock Mafia, Hit-Boy                                         | 2:47    |  |
| Duração total: | Duração total:                  | Duração total:                                                                                             | Duração total:                                              | 39:24   |  |

| Faixas bônus da edição deluxe estadunidense |                 |                                        |                                                   |         |  |
| N.º                                         | Título          | Compositor(es)                         | Produtor(es)                                      | Duração |  |
| 12.                                         | "Me & My Girls" | Gomez, Armato, James, Matt Morris      | Rock Mafia                                        | 3:30    |  |
| 13.                                         | "Nobody"        | Gomez, Michaels, Shane Stevens, Monson | Monson, Stevens[B], Michaels[B], Benjamin Rice[B] | 3:37    |  |
| 14.                                         | "Perfect"       | Gomez, Tranter, Michaels, Felix Snow   | Snow, Dreamlab[B]                                 | 4:02    |  |
| Duração total:                              | Duração total:  | Duração total:                         | Duração total:                                    | 50:49   |  |

| Faixas bônus da edição deluxe internacional e da Target |                         |                                                        |                                                   |         |  |
| N.º                                                     | Título                  | Compositor(es)                                         | Produtor(es)                                      | Duração |  |
| 15.                                                     | "Outta My Hands (Loco)" | Gomez, Armato, James                                   | Rock Mafia, Frank Dukes[A]                        | 3:31    |  |
| 16.                                                     | "Cologne"               | Gomez, Angelides, Golan, Hermansen, Eriksen, Donkeyboy | Stargate, Donkeyboy, Dreamlab[B], Miles Walker[B] | 3:54    |  |
| Duração total:                                          | Duração total:          | Duração total:                                         | Duração total:                                    | 58:14   |  |

| Faixa bônus da edição japonesa |                                               |                                                             |                                                                      |         |  |
| N.º                            | Título                                        | Compositor(es)                                              | Produtor(es)                                                         | Duração |  |
| 17.                            | "Good for You" (com ASAP Rocky) (KASBO Remix) | Gomez, Tranter, Michaels, Monson, Lambroza, Delgado, Mayers | Lambroza, Monson, Dreamlab[B], ASAP Rocky[D], Delgado[B][D] KASBO[E] | 3:41    |  |
| Duração total:                 | Duração total:                                | Duração total:                                              | Duração total:                                                       | 61:39   |  |

| DVD bônus da edição japonesa |                                              |                |         |  |
| N.º                          | Título                                       | Diretor(es)    | Duração |  |
| 1.                           | "Good for You" (vídeo musical)               | Sophie Muller  | 3:15    |  |
| 2.                           | "Good for You" (bastidores do vídeo musical) |                | 4:48    |  |
| Duração total:               | Duração total:                               | Duração total: | 8:03    |  |

Notas
A  - denota produtores adicionais
B  - denota produtores vocais
C  - denota produtores executivos
D  - denota co-produtores
E  - denota remixadores

## Desempenho nas tabelas musicais
| Tabela musical (2015)                                   | Melhor posição |
| ------------------------------------------------------- | -------------- |
| Alemanha (Media Control Charts)                         | 12             |
| Argentina (CAPIF Albums Chart)                          | 9              |
| Austrália (ARIA Charts)                                 | 3              |
| Áustria (Ö3 Austria Top 40)                             | 13             |
| Bélgica (Ultratop 50 de Flandres)                       | 6              |
| Bélgica (Ultratop 40 da Valônia)                        | 8              |
| Brasil (Associação Brasileira dos Produtores de Discos) | 3              |
| Canadá (Canadian Albums Chart)                          | 2              |
| Dinamarca (Hitlisten)                                   | 6              |
| Escócia (The Official Charts Company)                   | 14             |
| Estados Unidos (Billboard 200)                          | 1              |
| Finlândia (IFPI Finlândia)                              | 23             |
| França (Syndicat National de l'Édition Phonographique)  | 8              |
| Irlanda (Irish Recorded Music Association)              | 9              |
| Itália (Federazione Industria Musicale Italiana)        | 8              |
| México (Mexican Albums Chart)                           | 3              |
| Noruega (VG-lista)                                      | 2              |
| Nova Zelândia (NZ Top 40 Albums)                        | 2              |
| Países Baixos (MegaCharts)                              | 6              |
| Portugal (Associação Fonográfica Portuguesa)            | 3              |
| Reino Unido (UK Albums Chart)                           | 11             |
| Suécia (Sverigetopplistan)                              | 8              |
| Suíça (Schweizer Hitparade)                             | 10             |

| Tabela musical (2015)                                  | Posição |
| ------------------------------------------------------ | ------- |
| Bélgica (Ultratop 50 de Flandres)                      | 193     |
| Dinamarca (Hitlisten)                                  | 78      |
| Estados Unidos (Billboard 200)                         | 137     |
| México (Mexican Albums Chart)                          | 60      |
| Tabela musical (2016)                                  | Posição |
| Bélgica (Ultratop 50 de Flandres)                      | 138     |
| Dinamarca (Hitlisten)                                  | 20      |
| Estados Unidos (Billboard 200)                         | 18      |
| França (Syndicat National de l'Édition Phonographique) | 119     |
| México (Mexican Albums Chart)                          | 63      |

| País (Empresa)             | Certificação |
| -------------------------- | ------------ |
| Áustria (IFPI Áustria)     | Ouro         |
| Brasil (ABPD)              | Platina      |
| Chile (IFPI Chile)         | Ouro         |
| Canadá (Music Canada)      | Platina      |
| Dinamarca (IFPI Dinamarca) | Platina      |
| Estados Unidos (RIAA)      | Platina      |
| México (AMPROFON)          | Ouro         |
| Reino Unido (BPI)          | Prata        |
| Suécia (GLF)               | Platina      |